# Teodorico I (visigodo)
Teodorico I, rei dos visigodos entre 418 e 451. Era genro de Alarico I. Com ele começa a dinastia de Tolosa. Completou o estabelecimento dos Visigodos na Aquitânia e expandiu os seus domínios até à Hispânia.
Morreu em 451, na batalha dos Campos Cataláunicos, na qual a federação formada pelos Romanos, Visigodos, Alanos, Burgúndios e Francos derrotaram os Hunos de Átila, sob o qual também combatiam os Ostrogodos, os Citas, os Hérulos, os Gépidas, os Sármatas e outras tribos germânicas menores.
Sucedeu-lhe o seu filho Torismundo, eleito rei no próprio campo de batalha onde caíra o seu pai.

## Início do reinado
Em 418, ele sucedeu ao rei Vália. Os romanos haviam ordenado ao rei Vália que transferisse o seu povo da Ibéria para a Gália. Como rei, Teodorico completou os assentamentos dos visigodos na Gália Aquitânia, Novempopulânia e Gália Narbonense, e então usou o poder declinante do Império Romano para estender o seu território a sul. Após a morte do imperador Honório, e a usurpação de João, no ano 423 as lutas internas pelo poder eclodiram no Império Romano. Teodorico usou essa situação e tentou capturar o importante entroncamento rodoviário em Arles, mas o Magister militum Flávio Aécio, que foi auxiliado pelos hunos, conseguiu salvar a cidade.
Os visigodos concluíram um tratado e receberam nobres gauleses como reféns. O posterior imperador Ávito visitou Teodorico, viveu em sua corte e ensinou seus filhos.

## Expansão para o Mediterrâneo
Como os romanos tiveram que lutar contra os francos, que saquearam Colónia e Trier em 435, Teodorico viu a chance de conquistar Narbona em 436 para obter acesso ao Mar Mediterrâneo e às estradas para os Pirenéus. Mas Litório, com a ajuda dos hunos, impediu a captura da cidade e levou os visigodos de volta à capital Toulouse.
A oferta de paz de Teodorico foi recusada, mas o rei venceu a batalha decisiva em Toulouse, e Litório logo morreu na prisão devido aos ferimentos que recebeu nesta batalha.
Por ordens de Aécio, Ávito foi a Toulouse e ofereceu um tratado de paz que Teodorico aceitou, assim os romanos reconheceriam naquela época a soberania do estado visigodo.

## Conflito com vândalos
Uma filha de Teodorico tinha sido casada com Hunerico, filho do rei vândalo Genserico (c. 429). Mas Hunerico mais tarde teve ambições de se casar com Eudócia (filha de Valentiniano III). Assim, acusou a filha de Teodorico de planear matá-lo e em 444 mutilou-a, com as orelhas e o nariz cortados, enviando-a de volta a seu pai e definindo a sua inimizade.
Em 444, um inimigo de Aécio, o ex-magister militum Sebastiano, chegou a Toulouse.  Isso poderia ter comprometido as relações com Aécio, mas Teodorico enviou o seu convidado indesejado a Barcelona, de onde foi expulso, sendo Sebastiano executado por ordem de Genserico em 450.
Teodorico também era um inimigo do rei suevo Réquila, porque as tropas visigodas ajudaram o comandante imperial na sua campanha contra os suevos em 446. Mas a capacidade dos suevos em conduzirem uma defesa forte e as melhores relações entre Genserico e o Império Romano levaram Teodorico a mudar sua política externa. Em 449 casou uma de suas filhas com o novo rei suevo Requiário I.
Alguns estudiosos recentes duvidam que Teodorico tenha emitido legislação, como foi assumido em épocas anteriores.

## Aliança contra os hunos. Batalha dos Campos Cataláunicos
Quando Átila, o Huno, finalmente invadiu a Gália, Ávito organizou uma aliança entre Teodorico e seu antigo inimigo Aécio contra os hunos. Teodorico se juntou a essa coligação porque reconheceu o perigo dos hunos para o seu próprio reino. Com todo o seu exército e seus filhos, juntou-se a Aécio.
As tropas visigodas e romanas salvaram Orleães e forçaram Átila a se retirar (junho de 451).
Então Aécio e Teodorico seguiram os hunos e lutaram contra eles na Batalha dos Campos Cataláunicos em junho de 451. A maioria dos visigodos lutou na ala direita sob o comando de Teodorico, mas uma força menor lutou à esquerda sob o comando de Torismundo. As forças de Teodorico contribuíram decisivamente para a vitória dos romanos, mas ele foi morto durante a batalha. O corpo de Teodorico não foi encontrado até o dia seguinte. De acordo com a tradição gótica, ele foi lamentado e enterrado por seus guerreiros no campo de batalha. Imediatamente Torismundo foi eleito como sucessor de seu pai.

## Legado
Por seu sacrifício e subsequente vitória sobre Átila na Batalha dos Campos Cataláunicos, Teodorico tornou-se uma figura reverenciada na historiografia ocidental e serviu de inspiração para Tolkien na sua criação do rei Théoden de Rohan, na obra O Senhor dos Anéis.